# Anileridină
Anileridina este un medicament analgezic de tip opioid sintetic, derivat de petidină, care a fost utilizat în dureri severe și în anestezia generală. Căile de administrare disponibile au fost intravenoasă și orală. Medicamentul a fost retras de pe piață în Statele Unite și în Canada.